# Song Ndeng
Pour les articles homonymes, voir Song (homonymie) et Ndeng (homonymie).
Song Ndeng est un village du Cameroun, situé dans la région du Centre et le département du Nyong-et-Kéllé. Il est rattaché à la commune d'Éséka. 

## Population
En 1963-1964, la population de Song Ndeng était de 207 habitants, principalement des Bassa. 
Lors du recensement de 2005, on y a dénombré 107 personnes.  